# Zanna Gialla
Zanna Gialla (Old Yeller) è un film del 1957 prodotto dalla Walt Disney Productions e diretto da Robert Stevenson, ispirato al racconto Il mio amico Yeller di Fred Gipson.
Nel 2019 è stato scelto per la conservazione nel National Film Registry della Biblioteca del Congresso degli Stati Uniti

## Trama
Nel West del 1800, Travis Coates, il figlio maggiore di una famiglia di coloni, riceve l'incarico di gestire la fattoria quando suo padre Jim parte per vendere il bestiame, in un viaggio che lo terrà lontano per alcuni mesi. Rimasto a casa con la madre Katie ed il fratellino Arliss, Travis vorrebbe sparare ad un cane randagio che ha rubato le provviste ed ha spaventato il suo mulo durante l'aratura, ma Arliss difende il cane e lo battezza Vecchio Giallo. Il giorno dopo il cane si rende simpatico anche a Travis proteggendo il suo fratellino dall'attacco di un orso nero.
Adottato dalla famiglia, Vecchio Giallo diventa così compagno di Arliss e soprattutto di Travis, aiutandolo nella gestione della fattoria. Un giorno un cow-boy di passaggio riconosce Vecchio Giallo come il suo cane Zanna Gialla e si presenta alla fattoria per riaverlo; di fronte alla disperazione di Arliss, tuttavia, l'uomo cambia idea e lascia loro il cane in cambio di un invito a pranzo. Prima di andarsene, il cow-boy avverte Travis che nella zona c'è un'epidemia di idrofobia e gli insegna come riconoscere i sintomi della malattia. Tempo dopo, durante la marcatura dei maiali allo stato brado, Travis viene aggredito da uno di questi e Vecchio Giallo, accorso per difenderlo, viene ferito anch'esso; sia il ragazzo che il cane guariscono grazie alle cure di Katie.
Intanto Bud Searcy, un vicino scansafatiche, lascia sua figlia Elizabeth come aiuto per la raccolta del granoturco. Elizabeth ha un debole per Travis e vorrebbe regalargli un cucciolo figlio della sua cagna e di Vecchio Giallo, ma il ragazzo lo rifiuta ed il cucciolo viene affidato ad Arliss. L'epidemia di rabbia nel frattempo si espande ed una mucca della fattoria si ammala e viene abbattuta. Mentre Katie ed Elizabeth stanno bruciando la carcassa, vengono aggredite da un lupo ma Vecchio Giallo le difende, dando il tempo a Travis di sparare al lupo. Katie capisce tuttavia che il lupo era rabbioso (in caso contrario non si sarebbe avvicinato al fuoco) e decide di abbattere anche il cane, che è rimasto ferito durante la lotta. Travis si scandalizza e madre e figlio trovano un accordo, rinchiudendo il cane in una baracca e aspettare per veder se si è veramente ammalato. Qualche settimana dopo Vecchio Giallo mostra sintomi di rabbia ed impazzisce, cosicché Travis, pur piangendo, è costretto ad ucciderlo. Ritornato a casa dopo il viaggio, Jim consola il figlio che assieme a Elizabeth ha seppellito sulla collina il suo amico. Per fortuna il cucciolo, che quest'ultima gli ha regalato, inizia a mostrare molta somiglianza con il Vecchio Giallo, così inizia ad addestrare superando il suo dolore e rendendo felice Elizabeth.

## Produzione
Il film è stato girato a Santa Clarita, Big Bear Lake e Big Bear Valley, in California, nel Walt Disney Golden Oak Ranch, anch'esso in California, e a Clayton, in Georgia. Peter Ellenshaw ha seguito gli effetti speciali. Rudd Weatherwax e Frank Weatherwax (non accreditati) hanno addestrato Spike, il cane usato nelle riprese.